# Calamotropha kuchleini
Calamotropha kuchleini là một loài bướm đêm trong họ Crambidae.